# بيرجيت فريدمان
بيرجيت فريدمان (بالألمانية: Birgit Friedmann)‏ هي عدائة المسافات المتوسطة ألمانية، ولدت في 8 أبريل 1960 في كونيغشتاين إم تاونوس في ألمانيا.

## وصلات خارجية
- بيرجيت فرايدمان على موقع الاتحاد الدولي لألعاب القوى (الإنجليزية)